# Серпентарій
Серпента́рій (від лат. serpens, род. відмінок serpentis — змія) або зміїнець — приміщення або простір (наприклад, парк) для утримання змій з метою отримання від них отрути; різновид тераріуму. Багато серпентаріїв також мають відділи продажів, а також відділ маркетингу. У більшості серпентаріїв є змії, яких відвідувачі можуть потримати в руках без шкоди для здоров'я.